# Associazione Fascista Calcio Vicenza 1933-1934
Questa voce raccoglie le informazioni riguardanti l'Associazione Fascista Calcio Vicenza nelle competizioni ufficiali della stagione 1933-1934.

## Rosa
| N. |                   | Ruolo | Calciatore           |
| -- | ----------------- | ----- | -------------------- |
|    | Italia (bandiera) | C     | Bruno Camolese       |
|    | Italia (bandiera) | D     | Paolo Canazza Ronzan |
|    | Italia (bandiera) | A     | Giuseppe Cesaro      |
|    | Italia (bandiera) | D     | Luigi Dal Maschio    |
|    | Italia (bandiera) | C     | Enrico Galla         |
|    | Italia (bandiera) | C     | Sereno Gianesello    |
|    | Italia (bandiera) | D     | Ottavio Giordan      |
|    | Italia (bandiera) | C     | Silvio Griggio       |
|    | Italia (bandiera) |       | Grinzano             |
|    | Italia (bandiera) | A     | Romeo Menti          |

| N. |                   | Ruolo | Calciatore        |
| -- | ----------------- | ----- | ----------------- |
|    | Italia (bandiera) | D     | Tiziano Morando   |
|    | Italia (bandiera) | C     | Benvenuto Ronzani |
|    | Italia (bandiera) | C     | Mariano Rossi     |
|    | Italia (bandiera) | C     | Remigio Scavazza  |
|    | Italia (bandiera) | A     | Giovanni Sorio    |
|    | Italia (bandiera) | A     | Pietro Spinato    |
|    | Italia (bandiera) | D     | Erminio Tressi    |
|    | Italia (bandiera) | P     | Antonio Tricarico |
|    | Italia (bandiera) | P     | Mario Zorzan      |

## Risultati

### Serie B

#### Girone B

##### Girone di andata
| Foggia 10 settembre 1933 1ª giornata                          | Foggia    | 2 – 1 referto | Vicenza |  |
| \| \| \| \| \| Baldi III Marchetti \| Marcatori \| Spinato \| |           |               |         |  |
|                                                               |           |               |         |  |
| Baldi III Marchetti                                           | Marcatori | Spinato       |         |  |

| Arbitro: | Cugnini (Ancona) |

|                          |           |        |
| Marchionneschi ?’ (rig.) | Marcatori | Cesaro |

| Arbitro: | Piccoli (Bologna) |

|                  |           |                               |
| Camolese Spinato | Marcatori | Cidri ?’ (aut.) Griggio Curto |

| Cremona 1 ottobre 1933 4ª giornata | Cremonese | 1 – 1 | Vicenza |  |

| Arbitro: | Caironi (Milano) |

|                                |           |                       |
| Sorio ?’, ?’, ?’ Menti Spinato | Marcatori | ?’ (aut.) Del Maschio |

| 15 ottobre 1933 6ª giornata |  | – Turno di riposo |  |  |

| Pistoia 29 ottobre 1933 7ª giornata | Pistoiese | 3 – 0 | Vicenza |  |

| Vicenza 1 novembre 1933 8ª giornata | Vicenza | 0 – 2 | Comense |  |

| Vicenza 5 novembre 1933 9ª giornata | Vicenza | 1 – 1 | Perugia |  |

| Arbitro: | Gamba (Napoli) |

|                                      |           |         |
| Carnevali Galli ?’, ?’ (rig.) Cavani | Marcatori | Spinato |

| Vicenza 19 novembre 1933 11ª giornata | Vicenza | 1 – 0 | Atalanta |  |

| Vicenza 26 novembre 1933 12ª giornata | Vicenza | 3 – 0 | Verona |  |

| Ferrara 10 dicembre 1933 13ª giornata                             | SPAL      | 2 – 1 referto | Vicenza |  |
| \| \| \| \| \| Braga 29’ Nardi 36’ \| Marcatori \| 55’ Spinato \| |           |               |         |  |
|                                                                   |           |               |         |  |
| Braga 29’ Nardi 36’                                               | Marcatori | 55’ Spinato   |         |  |

##### Girone di ritorno
| Vicenza 17 dicembre 1933 14ª giornata | Vicenza | 0 – 1 | Foggia |  |

| Vicenza 24 dicembre 1933 15ª giornata | Vicenza | 1 – 1 | Bari |  |

| Pola 31 dicembre 1933 16ª giornata | Grion Pola | 3 – 2 | Vicenza |  |

| Vicenza 7 gennaio 1934 17ª giornata | Vicenza | 2 – 1 | Cremonese |  |

| Venezia 14 gennaio 1934 18ª giornata | Venezia | 0 – 1 | Vicenza |  |

| 21 gennaio 1934 19ª giornata |  | – Turno di riposo |  |  |

| Vicenza 28 gennaio 1934 20ª giornata | Vicenza | 3 – 2 | Pistoiese |  |

| Como 4 febbraio 1934 21ª giornata | Comense | 2 – 0 | Vicenza |  |

| Perugia 18 febbraio 1934 22ª giornata | Perugia | 5 – 0 | Vicenza |  |

| Vicenza 25 febbraio 1934 23ª giornata | Vicenza | 1 – 2 | Modena |  |

| Vicenza 4 marzo 1934 24ª giornata | Vicenza | 1 – 0 | Atalanta |  |

| Verona 11 marzo 1934 25ª giornata | Verona | 1 – 0 | Vicenza |  |

| Vicenza 18 marzo 1934 26ª giornata | Vicenza | 2 – 1 | SPAL |  |

#### Spareggi salvezza

##### Girone di andata
| 15 aprile 1934 1ª giornata |  | – Turno di riposo |  |  |

| Arbitro: | Stocco (Savona) |

|  |           |        |
|  | Marcatori | Cesaro |

| Arbitro: | Casati (Como) |

|          |           |                   |
| Camolese | Marcatori | ?’ (rig.) Raguzzi |

##### Girone di ritorno
| 6 maggio 1934 4ª giornata |  | – Turno di riposo |  |  |

| Arbitro: | Mesciani (Modena) |

|                       |           |          |
| Menti Camolese Cesaro | Marcatori | Donaglio |

| Arbitro: | Scorzoni (Bologna) |

|              |           |          |
| Pisani Busin | Marcatori | Camolese |

## Statistiche

### Statistiche di squadra
| Competizione       | Punti | In casa | In casa | In casa | In casa | In casa | In casa | In trasferta | In trasferta | In trasferta | In trasferta | In trasferta | In trasferta | Totale | Totale | Totale | Totale | Totale | Totale | DR  |
| Competizione       | Punti | G       | V       | N       | P       | Gf      | Gs      | G            | V            | N            | P            | Gf           | Gs           | G      | V      | N      | P      | Gf     | Gs     | DR  |
| ------------------ | ----- | ------- | ------- | ------- | ------- | ------- | ------- | ------------ | ------------ | ------------ | ------------ | ------------ | ------------ | ------ | ------ | ------ | ------ | ------ | ------ | --- |
| Serie B - girone B | 18    | 12      | 6       | 2       | 4       | 21      | 15      | 12           | 1            | 2            | 9            | 10           | 27           | 24     | 6      | 6      | 12     | 31     | 42     | -11 |
| Spareggi salvezza  | 5     | 2       | 1       | 1       | 0       | 4       | 2       | 2            | 1            | 0            | 1            | 2            | 2            | 4      | 2      | 1      | 1      | 6      | 4      | +2  |
| Totale             |       | 14      | 7       | 3       | 4       | 25      | 17      | 14           | 2            | 2            | 10           | 12           | 29           | 28     | 8      | 7      | 13     | 37     | 46     | -9  |

### Statistiche dei giocatori
| Giocatore         | Serie B  | Serie B |
| Giocatore         | Presenze | Reti    |
| ----------------- | -------- | ------- |
| B. Camolese       | 27       | 9       |
| P. Canazza Ronzan | 15       | 0       |
| G. Cesaro         | 24       | 7       |
| L. Dal Maschio    | 16       | 0       |
| E. Galla          | 23       | 0       |
| S. Gianesello     | 24       | 1       |
| O. Giordan        | 3        | 0       |
| S. Griggio        | 25       | 0       |
| R. Menti          | 10       | 2       |
| T. Morando        | 27       | 0       |
| B. Ronzani        | 20       | 1       |
| M. Rossi          | 5        | 0       |
| R. Scavazza       | 17       | 3       |
| G. Sorio          | 15       | 4       |
| P. Spinato        | 28       | 10      |
| E. Tressi         | 1        | 0       |
| A. Tricarico      | 3        | -?      |
| M. Zorzan         | 25       | -?      |